# Antoine Michon
Antoine Michon, né le 1er mai 1966 à Saint-Gilles-sur-Vie ou Croix-de-Vie, est entraîneur français de basket-ball. Il est, depuis juin 2014, l’entraîneur du Boulazac Basket Dordogne après avoir entraîné le Vendée Challans Basketl'Hermine de Nantes Atlantique de 2005 à 2011 et Aix Maurienne de 2011 à 2014.

## Clubs successifs
- 1998-2005 :  Vendée Challans Basket (NM1)
- 2005-2011 :  Hermine de Nantes (Pro B)
- 2011-2014 :  Aix-Maurienne SB (Pro B)
- 2014-déc. 2016 :  Boulazac BD (Pro B)
- 2018-janv. 2019 :  Caen BC (Pro B)
- janv. 2020-déc. 2021 :  Vendée Challans Basket (NM1)